# Tournefort, Alpes-Maritimes
Tournefort är en kommun i departementet Alpes-Maritimes i regionen Provence-Alpes-Côte d'Azur i sydöstra Frankrike. Kommunen ligger  i kantonen Villars-sur-Var som ligger i arrondissementet Nice. År 2022 hade Tournefort 147 invånare.

## Befolkningsutveckling
Antalet invånare i kommunen Tournefort
Referens: INSEE